# Sandy Strother
Sandy Strother est un animateur américain. Il a travaillé pour les studios Disney, Columbia Pictures à partir de la fin des années 1930 jusqu'à la fin des années 1940.

## Filmographie
- 1937 : Blanche-Neige et les Sept Nains (non crédité)
- 1940 : Pinocchio (non crédité)
- 1941 : Le Dragon récalcitrant (non crédité)
- 1942 : Dumbo (non crédité)
- 1942 : Bambi (non crédité)
- 1944 : Le Printemps de Pluto (Springtime for Pluto)
- 1945 : Cured Duck
- 1946 : Donald et son double (Donald's Double Trouble)
- 1946 : Wet Paint
- 1946 : Dumb Bell of the Yukon
- 1947 : Le Dilemme de Donald (Donald's Dilemma)
- 1947 : Wide Open Spaces
- 1948 : Drip Dippy Donald
- 1948 : Mickey, Pluto et l'Autruche (Mickey Down Under)
- 1948 : Bone Bandit
- 1959 : Les Aventures d'Aladin (1001 Arabian Nights)